# Wahl der Legislativversammlung der Stadt Sewastopol 2019
- KPRF: 3
- SR: 1
- Grüne: 1
- Pens.: 1
- ER: 14
- LDPR: 3
- Unabh.: 1

Die Wahl der Legislativversammlung der Stadt Sewastopol 2019 wurde am 8. September 2019 abgehalten. Gewählt wurden die 24 Mitglieder der Legislativversammlung der Stadt Sewastopol der II. Einberufung. Die Regierungspartei Einiges Russland musste starke Einbußen hinnehmen, erhielt aber dennoch eine absolute Mehrheit der Mandate.

## Hintergrund
Die Wahl fand parallel mit diversen weiteren Wahlen in Russland statt.

## Wahlrecht
Angewandt wurde ein Grabenwahlsystem: 16 Abgeordnete wurden nach Verhältniswahl, 8 nach Mehrheitswahl in Einmandatswahlkreisen bestimmt. Für die Verhältniswahl bestand eine 5-Prozent-Hürde.
Die Abgeordneten wurden für eine Amtszeit von 5 Jahren gewählt.

## Ergebnis
| Partei                                    | Verhältniswahl | Verhältniswahl | Verhältniswahl | Verhältniswahl | Verhältniswahl | Mehrheitswahl | Mehrheitswahl | Gesamt  | Gesamt |
| Partei                                    | Stimmen        | %              | +/−            | Mandate        | +/−            | Mandate       | +/−           | Mandate | +/−    |
| ----------------------------------------- | -------------- | -------------- | -------------- | -------------- | -------------- | ------------- | ------------- | ------- | ------ |
| Einiges Russland                          | 36.242         | 38,50 %        | −38,17 %       | 8              | −6             | 6             | −2            | 14      | −8     |
| KPRF                                      | 17.601         | 18,70 %        | +14,96 %       | 3              | +3             | 0             | ±0            | 3       | +3     |
| LDPR                                      | 17.467         | 18,55 %        | +11,16 %       | 3              | +1             | 0             | ±0            | 3       | +1     |
| Gerechtes Russland                        | 8.267          | 8,78 %         | +6,96 %        | 1              | +1             | 0             | ±0            | 1       | +1     |
| Russische Partei der Pensionäre           | 6.470          | 6,87 %         | +6,57 %        | 1              | +1             | 0             | ±0            | 1       | +1     |
| Kommunisten Russlands                     | 3.584          | 3,81 %         | +3,50 %        | 0              | ±0             | 0             | ±0            | 0       | ±0     |
| Russische Ökologische Partei „Die Grünen“ |                |                |                |                |                | 1             | +1            | 1       | +1     |
| Einzelbewerber                            |                |                |                |                |                | 1             | +1            | 1       | +1     |
|                                           |                |                |                |                |                |               |               |         |        |
| Ungültige Stimmen                         | 4.510          | 4,79 %         | +3,09 %        |                |                |               |               |         |        |
| Gesamt                                    | 94.141         | 100,00 %       | —              | 16             | ±0             | 8             | ±0            | 24      | ±0     |

Die Wahlbeteiligung betrug 29,05 %.